# Domino (Texas)
Domino es un pueblo ubicado en el condado de Cass en el estado estadounidense de Texas. En el Censo de 2010 tenía una población de 93 habitantes y una densidad poblacional de 79,44 personas por km².

## Geografía
Domino se encuentra ubicado en las coordenadas 33°15′50″N 94°6′40″O / 33.26389, -94.11111. Según la Oficina del Censo de los Estados Unidos, Domino tiene una superficie total de 1,17 km², de la cual 1,17 km² corresponden a tierra firme y (0 %) 0 km² es agua.

## Demografía
Según el censo de 2010, había 93 personas residiendo en Domino. La densidad de población era de 79,44 hab./km². De los 93 habitantes, Domino estaba compuesto por el 34,41 % blancos, el 65,59 % eran afroamericanos, el 0 % eran amerindios, el 0 % eran asiáticos, el 0 % eran isleños del Pacífico, el 0 % eran de otras razas y el 0% pertenecían a dos o más razas. Del total de la población el 1,08 % eran hispanos o latinos de cualquier raza.